# رابرت کلارک جونز
 رابرت کلارک جونز (انگلیسی: Robert Clark Jones؛ زاده ۳۰ ژوئن ۱۹۱۶ درگذشته ۲۶ آوریل ۲۰۰۴) یک دانشمند در زمینه فیزیک‌دان اهل ایالات متحده آمریکا بود.